# لیز می بریس
لیز می بریس (انگلیسی: Liz May Brice؛ زادهٔ ۸ سپتامبر ۱۹۷۵) بازیگر اهل بریتانیا است.
از فیلم‌ها یا برنامه‌های تلویزیونی که وی در آن نقش داشته‌است، می‌توان به رزیدنت ایول، بیگانه علیه غارتگر و سَـندیتون اشاره کرد.